# Équation de Picard-Fuchs
Pour les articles homonymes, voir Fuchs.
En mathématiques, on appelle équation de Picard-Fuchs une équation différentielle assez particulière, car ses  solutions décrivent la variation des périodes d'une courbe elliptique en termes de son paramètre modulaire.  

## Définition
Pour une courbe elliptique (complexe) E, donnée par son équation de Weierstrass
{\displaystyle y^{2}=4x^{3}-g_{2}x-g_{3}}.
on définit son j-invariant par la formule
{\displaystyle j={\frac {g_{2}^{3}}{g_{2}^{3}-27g_{3}^{2}}}}.
Cet invariant détermine uniquement la courbe elliptique à isomorphisme près. On l'appelle ainsi module de la courbe elliptique, ou invariant modulaire.
À chaque réseau Λ du plan complexe on associe la courbe elliptique ℂ/Λ, dite uniformisée par le réseau. Celle-ci ne dépend, à isomorphisme près, que de la classe de similitude de Λ : quitte à multiplier Λ par un nombre complexe convenable, on peut supposer que le complexe 1 appartient à Λ. Les réseaux de la sorte sont exactement ceux de la forme ℤ + τℤ, pour un certain point τ du demi-plan de Poincaré H.
On obtient ainsi une application, l'application j, qui à un point τ du demi-plan H associe l'invariant j de la courbe elliptique ℂ/ℤ + τℤ. Il se trouve que cette application, de H dans ℂ, est holomorphe. En outre, chaque nombre complexe est atteint ainsi par un point de H, et deux points τ et τ' de H ne produiront le même invariant j que si, et seulement si, on peut transformer l'un en l'autre via une homographie à coefficients entiers. Autrement dit, l'application j définit une bijection de source le quotient à gauche Γ\H du demi-plan H par le groupe modulaire Γ, et de but le plan complexe tout entier. Cette bijection est même un biholomorphisme, pour une définition convenable de la structure de surface de Riemann sur le quotient Γ\H (il convient de faire attention aux points fixes des éléments elliptiques de Γ).
L'application j est un revêtement, qui est non ramifié en dehors des points où sa dérivée s'annule. Les points de ramification sont en fait les points fixes d'éléments elliptiques de Γ, et ce sont exactement les points dont l'invariant j associé est 0 ou 1 728 = 123. Hormis en ces points, le théorème d'inversion locale s'applique. On peut donc se poser la question de savoir comment exprimer localement une application inverse de l'application j. Autrement dit on souhaite répondre au problème : 
Un invariant j étant donné, comment retrouver un point τ qui s'envoie sur j. On souhaite également que τ varie continûment en fonction de j.
L'équation de Picard-Fuchs permet d'apporter une réponse à ce problème.
Pour un invariant j distinct de 0 et 1 728, on peut obtenir une courbe elliptique d'invariant j dans la famille de Legendre
{\displaystyle y^{2}=X(X-1)(X-\lambda ).}
Il suffit de choisir λ tel que ... Une courbe elliptique étant donnée, une méthode générale permet de construire un réseau du plan complexe dont la courbe uniformisée correspondante est isomorphe à la courbe originale. Il s'agit de construire des périodes de la courbe ; ce sont des valeurs d'intégrales de 1-formes différentielles holomorphes le long de lacets. Le nom de période vient de ce que la fonction elliptique de Weierstrass, qui décrit l'uniformisation de la courbe elliptique donnée, est une fonction périodique et que son réseau des périodes est exactement le réseau décrit par les valeurs de ces intégrales. Les noms de courbe elliptique, et de fonction elliptique, tirent également leur origine de ces intégrales, dites elliptiques car elles servent aussi à exprimer les longueurs d'arcs d'ellipses.
L'équation de Picard Fuchs décrit précisément la variation des valeurs de ces intégrales, les périodes, en termes du paramètre j (pour une forme différentielle et un lacet qui varient convenablement avec le paramètre j). C'est l'équation différentielle suivante
{\displaystyle {\frac {\mathrm {d} ^{2}~y}{(\mathrm {d} j)^{2}}}+{\frac {1}{j}}{\frac {\mathrm {d} ~y}{\mathrm {d} j}}+{\frac {31j-4}{144j^{2}(1-j)^{2}}}y=0.\,}
Elle se transforme, grâce au schwarzien (en), en
{\displaystyle {\frac {\mathrm {d} ^{2}~f}{(\mathrm {d} j)^{2}}}+{\frac {1-1968j+2654208j^{2}}{4j^{2}(1-1728j)^{2}}}f=0}.
L'équation de Picard-Fuchs vérifie les conditions de Cauchy-Lipschitz, sauf en 0 et 1 728. Elle peut donc s'intégrer localement au voisinage de tout point, sauf 0 et 1 728 : chaque condition initiale engendre un germe de solution analytique, et même holomorphe : il vérifie les conditions de Riemann. C'est une équation linéaire d'ordre 2. Son espace de solutions locales (sans conditions initiales) est de dimension 2. En étudiant la variation locale d'une période en termes de l'invariant modulaire, on produit une solution de l'équation de Picard-Fuchs. En considérant deux périodes fondamentales, qui forment une base du réseau des périodes, on obtient un couple fondamental de solutions de l'équation de Picard-Fuchs. Le quotient de ces deux périodes est un point τ du demi-plan de Poincaré. Lorsque l'on fait varier j les périodes varient comme le prescrit l'équation de Picard-Fuchs. On en déduit la variation de τ. En général si l'on prend le quotient de deux solutions indépendantes de l'équation de Picard-Fuchs, on obtiendra seulement l'image de τ par une homographie constante : elle ne dépend pas de j. Mais cette homographie n'est pas forcément à coefficients entiers : ses coefficients sont ceux de la matrice de changement de base entre une base issue de périodes fondamentales et la base de solutions considérée.
Le problème énoncé plus haut se réduit donc à la construction de solutions (locales) de l'équation de Picard-Fuchs. Or l'équation de Picard-Fuchs se ramène à un cas particulier d'équation hypergéométrique : ses solutions s'écrivent donc en termes des séries hypergéométriques correspondantes.

## Généralisation
En géométrie algébrique, on généralise la notion de période en considérant l'intégration des formes différentielles algébriques sur des cycles singuliers. On obtient ainsi un isomorphisme des périodes entre la cohomologie de De Rham à coefficients dans les nombres complexes, et la cohomologie singulière, elle aussi prise à coefficients dans les nombres complexes. L'instrument qui généralise l'équation de Picard-Fuchs est alors la connexion de Gauss-Manin : lorsque l'on considère une famille à paramètre de variété algébrique, elle décrit la variation de l'isomorphisme des périodes, lorsque la variété considérée varie dans sa famille. Il suffit de la décrire au niveau des déformations infinitésimales de la variété, au sens de la théorie des schémas.